# Kolczakówka sinostopa
Kolczakówka sinostopa, sarniak sinostopy (Hydnellum glaucopus (Maas Geest. & Nannf.) E. Larss., K.H. Larss. & Kõljalg) – gatunek grzybów należący do rodziny kolcownicowatych (Bankeraceae).

## Systematyka i nazewnictwo
Pozycja w klasyfikacji według Index Fungorum: Hydnellum, Bankeraceae, Thelephorales, Incertae sedis, Agaricomycetes, Agaricomycotina, Basidiomycota, Fungi.
Po raz pierwszy takson ten opisali w 1969 r. Rudolph Arnold Maas Geesteranus i John Axel Nannfeldt nadając mu nazwę Sarcodon glaucopus. W 2019 r. na podstawie badań filogenetycznych K.H. Larss. i U. Kõljalg przenieśli go do rodzaju Hydnellum (kolczakówka):
W 2003 r. Władysław Wojewoda zaproponował nazwę polską sarniak sinostopy (wówczas gatunek ten miał naukową nazwę Sarcodon glaucopus). Po przeniesieniu go do rodzaju Hydnellum stała się ona niespójna z nową nazwą naukową. W 2021 r. Komisja ds. Polskiego Nazewnictwa Grzybów przy Polskim Towarzystwie Mykologicznym zarekomendowała nazwę kolczakowka sinostopa.

## Morfologia
Kapelusz
O średnicy 4–12 cm, początkowo wypukły, potem płaskowypukły, w końcu płaski z wgłębieniem na środku. Powierzchnia początkowo gładka, potem włóknista, o włókienkach, które poczynając od środka stopniowo zaczynają się odrywać i odstawać, w końcu pokryta odstającymi łuskami. Jest matowa, ciemnobrązowa do szarobrązowej z odcieniem liliowym, z wiekiem o brzegu o barwie od ciemnobrązowej do czarnobrązowej. Brzeg często powyginany, falisty, nieregularnie i głęboko powcinany, sterylny.
Hymenofor
Kolczasty. Kolce o długości do 1 cm i średnicy 1 mm, 2–4 razy rozgałęzione, nieregularnie zbiegające na trzon, brązowawo ochrowe do ciemno czerwonobrązowych.
Trzon
Wysokość 3–6 cm, czasem ekscentryczny i bez zauważalnego przejścia do kapelusza, zwężający się kierunku podstawy, nieregularnie zaokrąglony i skręcony, podłużnie włókienkowaty, jasno brązoworóżowy, przy podstawie zielonkawoniebieski.
Miąższ
Białawy z lekko różowym odcieniem, w podstawie trzonu niebieskozielony. Zapach przyjemny, owocowy do mącznego, smak początkowo słodki potem cierpki.
Cechy mikroskopowe
System strzępkowy monomityczny. Strzępki włosowate nieskręcone, rozgałęziające się, czasem nabrzmiałe, brązowawe, o średnicy do 20 µm. W subhymenium strzępki podobne, ale o średnicy 3–6 µm. Podstawki ciasno upakowane, z 4 sterygmami, bez sprzążek w podstawie, 35–40 × 5–7 µm. Zarodniki kuliste, z grubymi, zaokrąglonymi i płaskimi brodawkami, brązowe, 5,5–6 × 4,5–5 µm. Cystyd brak.
Reakcje chemiczne
Kapelusz i miąższ pod wpływem KOH barwi się na oliwkowozielono.

## Występowanie i siedlisko
Podano stanowiska kolczakówki sinostopej w dwóch regionach zachodniej Kanady oraz w Europie; tu głównie na Półwyspie Skandynawskim. Na terenie Polski 3 jego historyczne już stanowiska podano w latach 1902–1904, później zresztą stwierdzono, że grzyby opisane na nich jako Sarcodon glaucopus należały do innych gatunków. W 2006 r. w Czerwonej liście roślin i grzybów Polski sarniaka sinostopego uznano za gatunek na terenie Polski wymarły. Jednak znajdował się na liście grzybów chronionych. Od roku 1995 podlegał ochronie częściowej, a od roku 2004 podlega ochronie ścisłej bez
możliwości zastosowania wyłączeń spod ochrony uzasadnionych względami gospodarki rolnej, leśnej lub rybackiej. W latach 2012–2020 znaleziono 5 stanowisk tego gatunku. Aktualne stanowiska podaje także internetowy atlas grzybów.
Naziemny grzyb ektomykoryzowy współżyjący z sosnami i świerkami. Występuje w borach. Owocniki tworzy głównie od sierpnia do września.

## Gatunki podobne
Kolczakówka sinostopa być pomylona z innymi gatunkami kolczakówek, zwłaszcza z kolczakówką piekącą Hydnellum peckii. Odróżnia się od niej jasnym, mięsnobrązowym kapeluszem, barwą miąższu i występowaniem pod drzewami liściastymi. Różni się także zielonkawoniebieską podstawą trzonu i reakcją z KOH: pod jego wpływem miąższ i kapelusz kolczakówki sinostopej barwi się na oliwkowozielono.